# Tygodnik Rolników Obserwator
Tygodnik Rolników Obserwator – polski tygodnik, wydawany od 1990 roku w Warszawie, początkowo (do 1995 roku) przez NSZZ „Solidarność” RI, a od 1995 roku przez wydawnictwo Air Link. Poświęcony jest sprawom rolnictwa, gospodarki i polityki oraz sprawom społecznym. Od numeru oznaczonego 2008/2009 ukazuje się raz w roku, w formie wydań specjalnych. Od numeru 2009/2010 redaktorem naczelnym jest Sławomir Siwek.